# インドネシア鉄道MH102形気動車
インドネシア鉄道MH102形気動車（インドネシアてつどうMH102がたきどうしゃ、インドネシア語：Kereta Rel diesel INKA seri MH102）もしくは、KRDI（インドネシア・ディーゼル・レール・トレイン、英語：Kereta Rel Diesel Indonesia、インドネシア語：kereta rel diesel hidraulik）は、PT KAI(インドネシア鉄道会社)が2007年から2014年にかけて導入している一般型気動車である。

## 概要
インドネシアの鉄道車両メーカーであるPT INKAによって製造された、KRDIシリーズの液体油圧式ディーゼル気動車である。通勤列車用として設計されており、ジャワ島地区とスマトラ島地区の通勤路線に導入された。
非冷房車(非AC)と冷房車(AC)の両方や、導入年代や投入線区によって差異があり、軌間幅は標準軌(1,435mm)と狭軌(1,067mm)の2種類が存在する。2007年から2009年に製造された車両は非冷房車であったが、2010年以降には冷房車となり、全13編成が製造された。

## 車両概説

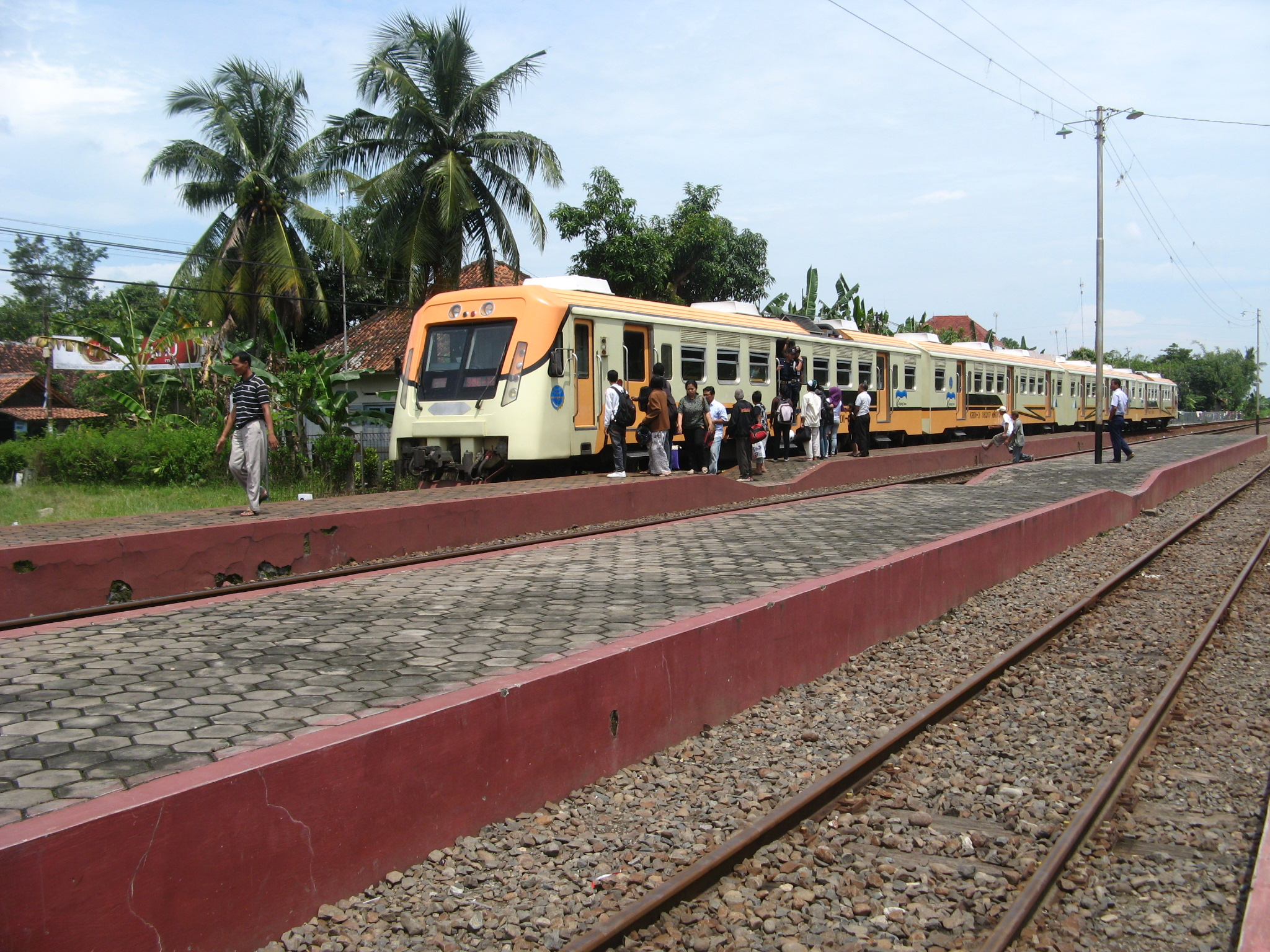
カリグン号に充当される一次車

### 一次車(KRDI generasi 1)
インドネシア共和国運輸省は、ジャワ島とスマトラ島地域で気動車ベースの通勤列車の需要が高いことから、気動車をさらに導入する事となった。当時、BN-Holec電車から改造されたME201系気動車がプランバナン・エクスプレス線での好評と成功を受けて、運輸省は新しい気動車を購入することを決定した。
この気動車の名称はKRDI（インドネシア・ディーゼル・レール・トレイン）もしくはMH102形となった。エンジン部品は依然として海外製であるものの、車体や内装デザインは完全にPT INKAによる設計である。MH102形は、従来車よりも空気力学的な流線型を採用し、窓が短くなっている。初期に導入された一次車の特徴は、プラスチック製の座席でロングシートである。
一次車は、2007年から2008年にかけて3編成が製造され、価格は国家予算から1編成あたり300億ドルで製造された。エアコンは付いておらず（非冷房車）、トイレもなかったが、後にトイレを追加する改造が行われた。そして、ジャワ島の2路線に導入された。
- バニュビル号（インドネシア語版）（2008年9月19日運行開始, 1編成）
- カリグン号（2008年12月12日運行開始, 1編成）

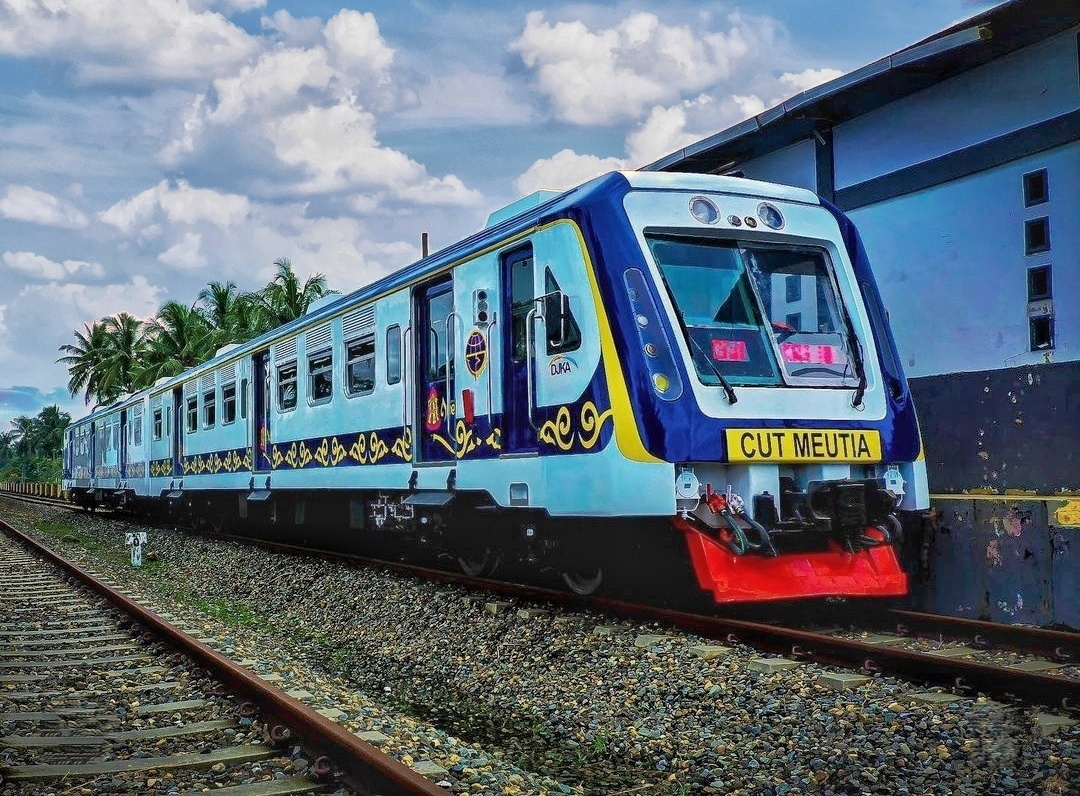
カットメウティア線用編成（標準軌）

3編成のうち1編成は、標準軌のカットメウティア線専用として製造された。 標準軌車も一次車であるが、 クタブラン-ムアラサトゥ線の運行開始と同時に2013年12月9日に運行を開始した。車両番号は、「K3 3 13 09 - K3 3 13 10」となっている。
- カットメウティア線（2013年12月9日運行開始, 標準軌車, 1編成）

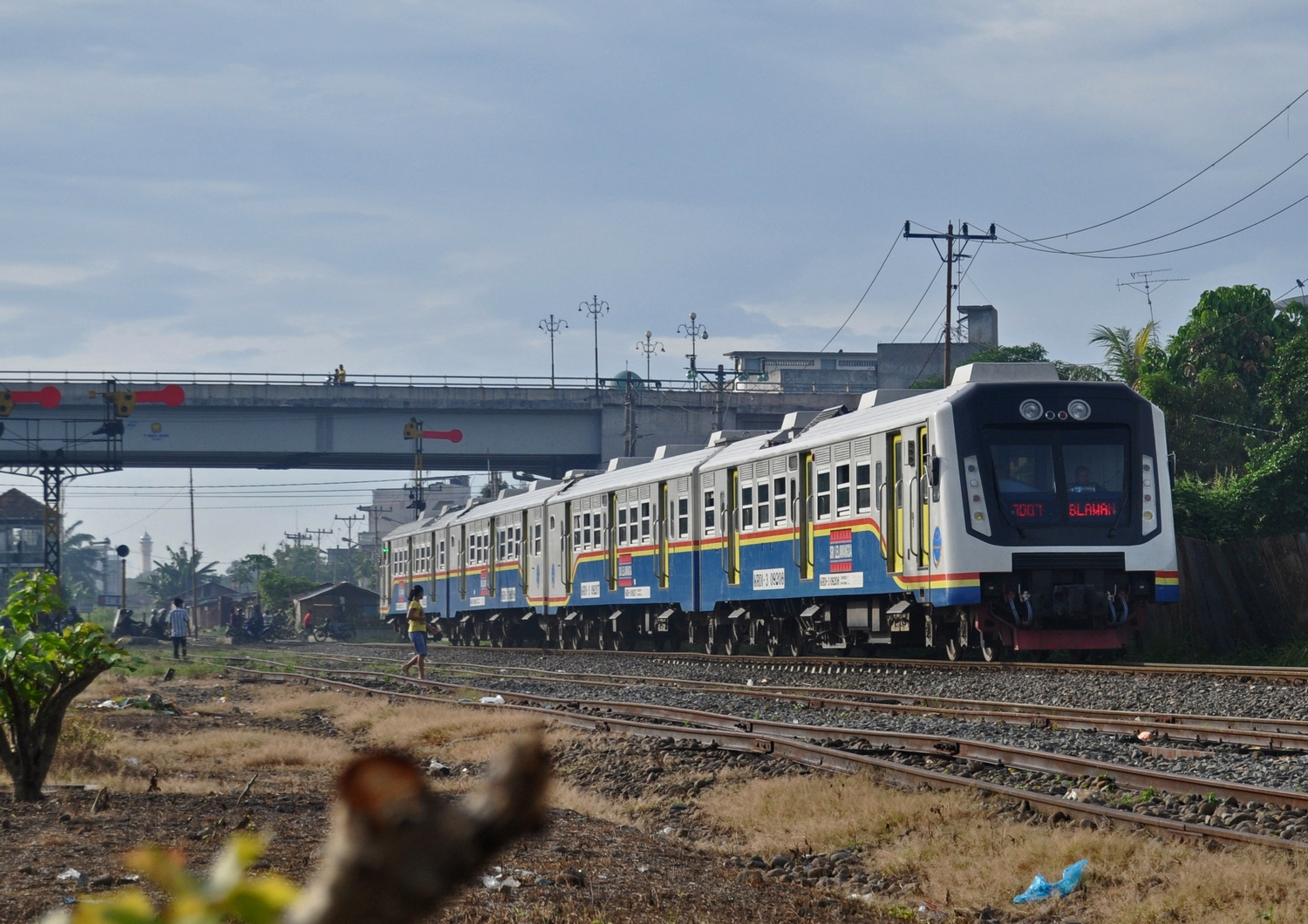
スリ・レラワンサ線用編成

|                | 編成       |            |            |            |
| 編成           | 1 (MeC1)   | 2 (T)      | 3 (T)      | 4 (MeC2)   |
| K3 3 08 01編成 | K3 3 08 01 | K3 3 08 02 | K3 3 08 03 | K3 3 08 04 |
| K3 3 08 05編成 | K3 3 08 05 | K3 3 08 06 | K3 3 08 07 | K3 3 08 08 |

|                | 編成       |            |
| 編成           | 1(MeC1)    | 2(MeC2)    |
| K3 3 13 09編成 | K3 3 13 09 | K3 3 13 10 |

### 二次車(KRDI generasi 2)
2編成の導入が成功したことを受け、ジャワ島に4編成、スマトラ島に4編成の非冷房車の増備を決定した。 (既存の1編成はカットメウティア線用)。 二次車では、進行方向に合わせて座席が向かい合わせに配置され（クロスシート）、トイレも設置された。二次車は、以下のジャワ島の路線に1編成ずつ投入された。最終的に合計5編成となるグループである。K3 3 09 17編成は2019年頃に発電機を追加で設置し、冷房化がされた。
- ブロラ・ジャヤ号（インドネシア語版）（2009年10月15日運行開始）
- マディウン・ジャヤ号（インドネシア語版）（2009年12月19日運行開始）[3]
- アディスマルモ国際空港線（2019年12月29日運行開始）

スマトラ島に初増備された車両はセミヌン号に投入され、2010年1月13日にランプン州のタンジュンカランからコタブミの区間で運行が開始された。北スマトラ州では1編成が導入され、2010年2月16日にスリ・レラワンサ線で運用を開始し、スマトラ島に投入された編成は最終的に2編成となった。
- スリ・レラワンサ線（2010年2月16日運行開始）
- セミヌン号（インドネシア語版）（2010年1月13日運行開始）

|                | 編成       |            |            |            |
| 編成           | 1 (MeC1)   | 2 (T)      | 3 (T)      | 4 (MeC2)   |
| K3 3 09 01編成 | K3 3 09 01 | K3 3 09 02 | K3 3 09 03 | K3 3 09 04 |
| K3 3 09 05編成 | K3 3 09 05 | K3 3 09 06 | K3 3 09 07 | K3 3 09 08 |
| K3 3 09 09編成 | K3 3 09 09 | K3 3 09 10 | K3 3 09 11 | K3 3 09 12 |
| K3 3 09 13編成 | K3 3 09 13 | K3 3 09 14 | K3 3 09 15 | K3 3 09 16 |
| K3 3 09 17編成 | K3 3 09 17 | K3 3 09 18 | K3 3 09 19 | K3 3 09 20 |

### 三次車(KRDI generasi 3)

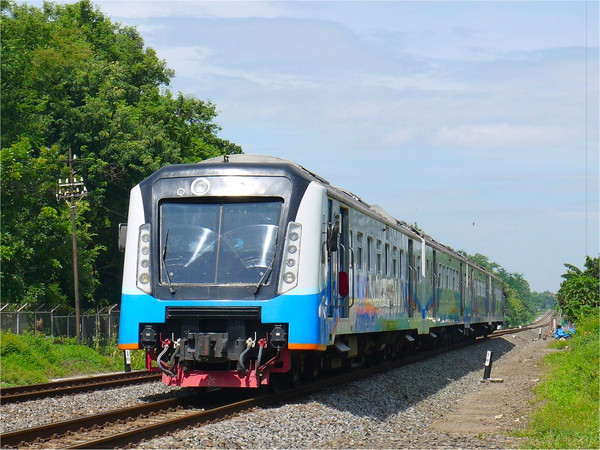
マディウン・ジャヤ・エクスプレスを運用するMH102形気動車

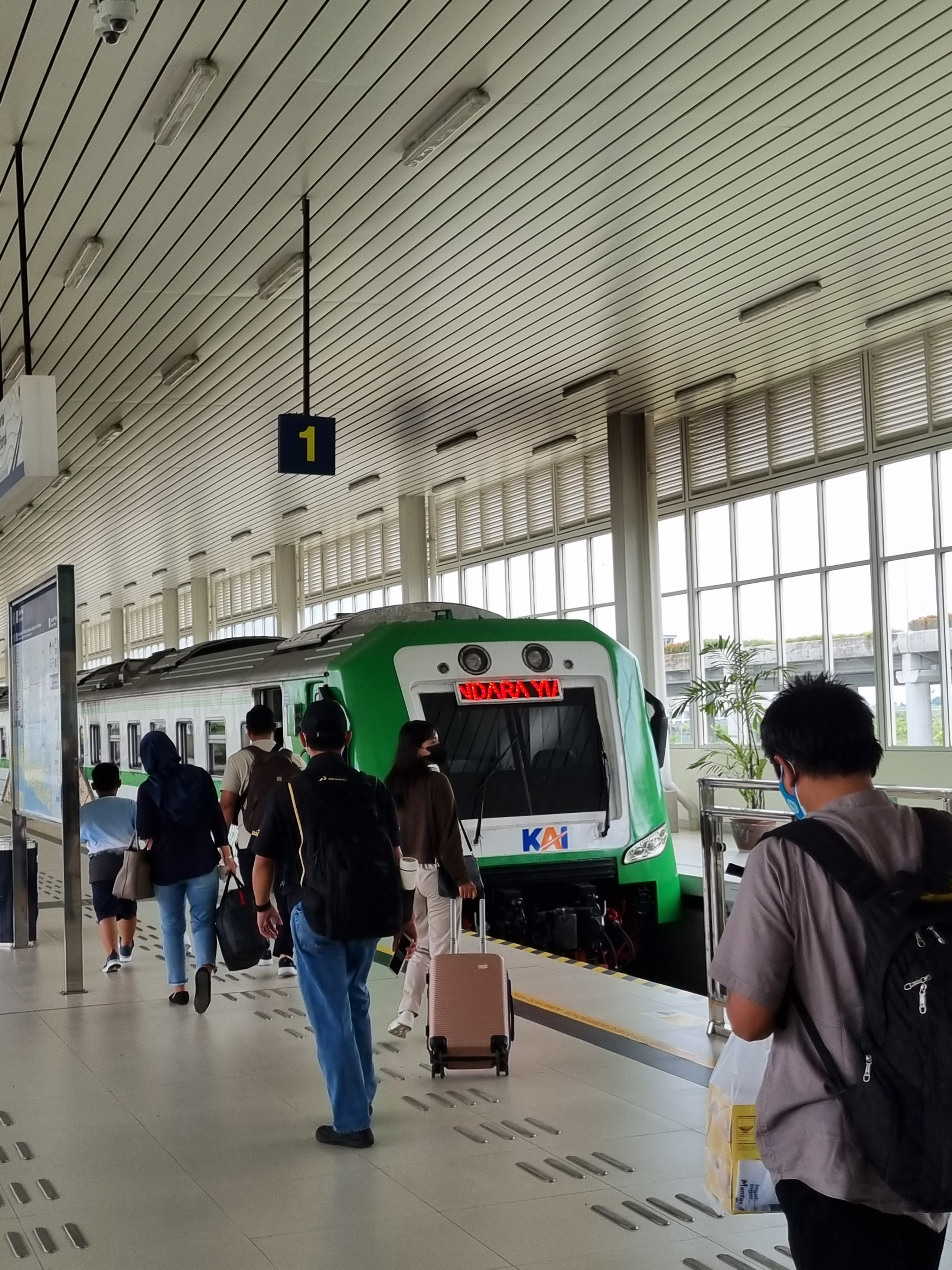
ME201形の正面造形と同一となった三次車

PT KAIが新型車両を冷房車にする方針に沿って、2010年から2011年にかけて、エアコンを搭載した客車列車が導入され、ボゴウォント号とガジャウォン号が登場した。ドアの数が3個から2個へ変更された。運輸省は、エコノミー冷房客車の提供に加えて、エアコンを搭載した青い塗装の三次車が投入された。三次車は、ジャワ島に2編成、スマトラ島に1編成が投入され、以下の路線に運行された。最終的に3編成となるグループである。2021年7月頃からK3 3 11 09編成を初めに正面造形がME201形大規模修繕車と同様となる工事をジョグジャカルタ車両センターで施工された。
- マディウン・ジャヤ・エクスプレス（インドネシア語版）（2011年6月20日運行開始）[3]
- セプ・エクスプレス（インドネシア語版）（2011年8月25日運行開始）[6]
- ウェイ・ウンプ号（インドネシア語版）（2012年2月1日運行開始）
- アディスマルモ国際空港線

|                | 編成       |            |            |            |
| 車両           | 1 (MeC1)   | 2 (T)      | 3 (T)      | 4 (MeC2)   |
| K3 3 11 01編成 | K3 3 11 01 | K3 3 11 02 | K3 3 11 03 | K3 3 11 04 |
| K3 3 11 05編成 | K3 3 11 05 | K3 3 11 06 | K3 3 11 07 | K3 3 11 08 |
| K3 3 11 09編成 | K3 3 11 09 | K3 3 11 10 | K3 3 11 11 | K3 3 11 12 |

### 四次車(KRDI generasi 4)

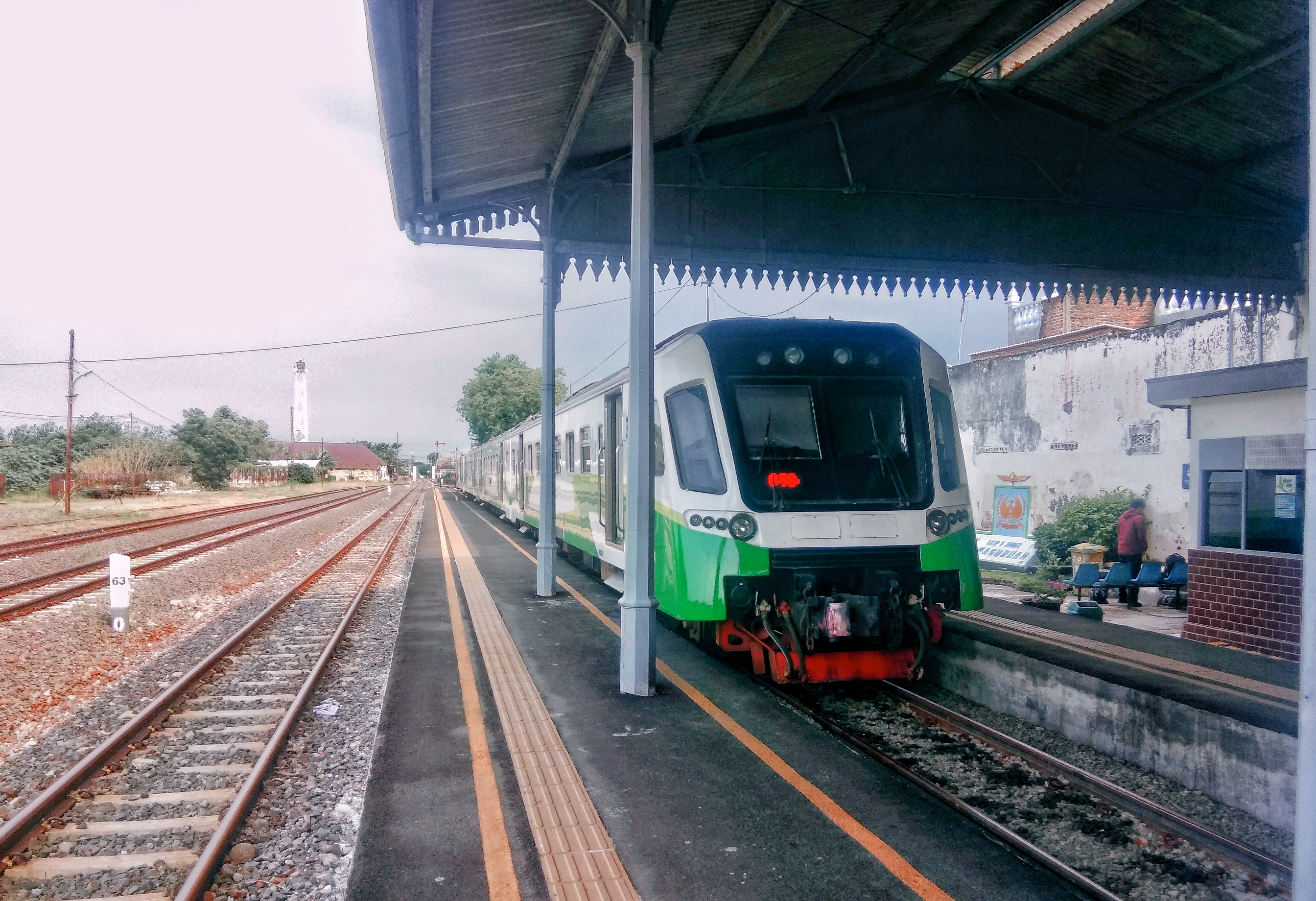
緑色の塗装へ変更された四次車

四次車では正面に2つのサイドウィンドウの追加と前照灯の変更により、デザインが主張的になった。 ジャンガラ線専用として2編成が投入され、タリク – シドアルジョ鉄道線で運行される。当編成は、2014年11月12日に運行開始された。最終的に2編成となるグループである。
- ジャンガラ線（2014年11月12日運行開始, 2編成）[7]

|                | 編成       |            |            |            |
| 車両           | 1 (MeC1)   | 2 (T)      | 3 (T)      | 4 (MeC2)   |
| K3 3 13 01編成 | K3 3 13 01 | K3 3 13 02 | K3 3 13 03 | K3 3 13 04 |
| K3 3 13 05編成 | K3 3 13 05 | K3 3 13 06 | K3 3 13 07 | K3 3 13 08 |

## 運用
当形式が好評ではあったが、運用実績が常に好調ではなく多くの車両は休車にせざるおえなかった。高額な保守費用に加え、作業が複雑なため車両工場に回送され、PT INKAのメーカー工場にて検査が必要となっていたからである。さらに、保守マニュアルの説明が理解しにくく、編成の多くが休車となった。
一次車が投入されたバニュビル号も乗車率の低下と相まって当形式の休車の影響を受けることとなった。スマランからソロ・バラパン間を結ぶ運用が2011年3月31日に完全に廃止された。バニュビル号はその後、「GAPEKA 2025」ダイヤ改正で2023年6月1日に運行が復活したが、エグゼクティブ客車とエコノミー客車を用いた客車列車となった。
2012年8月13日には、アルジュナ・エクスプレスとケルド・エクスプレスでME201系気動車と共に運用されていたが、アルジュナ・エクスプレスは乗車率が低いため2012年11月27日に廃止となった。アルジュナ・エクスプレスも2013年11月4日に元マディウンジャヤ編成（非冷房車）を転属して復活したが、長距離を運行すると頻繁に故障したため、2014年半ばや2015年後半では度々運休となっていたが、2016年1月から完全に休車となった。修理が完了すると同編成はソロ・バラパン車両基地に回送され、プランバナン・エクスプレスの予備編成となった。2015年12月15日にスリ・レラワンサ線の運用に就いていたK3 3 09 01編成がメダン駅の車止めに衝突した。
冷房車である三次車でも車両損傷により、マディウン・ジャヤ・エクスプレスが2016年3月中旬に運行休止した。一方、エプ・エクスプレスや、ブロラ・ジャヤ号が廃止され、2016年10月4日付けで客車列車のアンバラワ・エクスプレスに置き換えられた。ブロラ・ジャヤ・エクスプレスは2017年7月5日から復活したが、アンバラワ・エクスプレスの列車編成での運行をしている。2015年8月7日にスリ・レラワンサ線の運用についていた編成が突然の故障によりビンジャイ駅で立ち往生し、機関車を使ってメダンまで牽引された。原因は空気圧縮機のエンジンによるものであった。
スラバヤ・コミューター線のパスルアン線(現在のスパス線) とスラム線で運用するために、2編成をジャカルタ車両センターに回送したが、最終的に全般検査から出場したのは1編成 (元マディウン・ジャヤ編成) のみで、もう1編成の非冷房車 (元セプ・エクスプレス編成) は現在、ジョグジャカルタ車両センターに留置されたが、のちに運用復帰した。
PT KAIは2018年のレバラン帰郷期間での需要を賄うために、ディヴレ地域事業部では「元セプ・エクスプレス編成 + 元ウェイ・ウンプ編成」が併結され8両編成で運行された。しかし、ランプン州での運行中に故障したために機関車に牽引された。 ウェイ・ウンプ編成（青）は最終的にジャワ島に戻され、ジョグ・ジャカルタ国際空港線に転属した。元ウェイ・ウンプ編成が修理後はバティックをモチーフにした緑の塗装へ変更された。元アルジュナ・エクスプレス編成も冷房化改造が行われ、同じ塗装に変更された。 2019年12月1日現在、セミヌン号編成とウェイ・ウンプ号編成がビジネスクラス客車編成に置き換えて休車となった。2021年10月2日の「GAPEKA 2022」ダイヤ改正で開業するシンドロ線用としてK3 3 08 01編成が運用に就いた。
2025年2月1日の「GAPEKA 2025」ダイヤ改正の実施以来、当形式の運用地区は2つとなっている。スラバヤ地域事業部では、アルジョネゴロ線とジェンガラ線 (一次車と三次車の1編成と、四次車の2編成) が運行されている。一方、ジョグジャカルタ地域事業部は ジョグ・ジャカルタ国際空港線用に(二次車1編成と三次車2編成) が運行されている。さらに、ミナンカバウ・エクスプレスの予備編成として、スマトラ地域事業部（旧セミヌン編成の二次車1本）と配置されている。北スマトラ州のスリ・レラワンサ線では二次車2編成が在籍しているが1編成しか運用に就いていない。故障した場合は、ディーゼル機関車牽引のエコノミークラス客車列車へ運用が変更される。
2025年4月8日に東ジャワ州グレシックの踏切で、インドロからシドアルジョ間を運行中のジェンガラ線の列車（K3 3 13 01編成）が木材を積んだトラックに衝突する事故が発生し、これにより車両が大破した。副運転手が死亡し、運転手は重症を負ったが乗客に負傷者はいなかった。
| 製造区分 | 編成           | 過去の導入路線                               | 現在の配置 ※最終配置                           | 運行路線                                              |
| -------- | -------------- | -------------------------------------------- | ---------------------------------------------- | ----------------------------------------------------- |
| 一次車   | K3 3 08 01編成 | バニュビル →シンドロ線                       | (SBI)スラバヤ・パサルトゥリ車両基地            | アルジョネゴロ線                                      |
| 一次車   | K3 3 08 05編成 | カリグン                                     | (N/A)現在は不明 ※(SMC)スマラン・ポンコル機関区 | N/A                                                   |
| 二次車   | K3 3 09 01編成 | スリ・レラワンサ線                           | (MDN)メダン機関区                              | スリ・レラワンサ線 (予備編成)                         |
| 二次車   | K3 3 09 05編成 | スリ・レラワンサ線                           | (MDN)メダン機関区                              | スリ・レラワンサ線 (予備編成)                         |
| 二次車   | K3 3 09 09編成 | セミヌン                                     | (PD)パタン機関区                               | ミナンカバウ・エクスプレス (予備編成)                 |
| 二次車   | K3 3 09 13編成 | ブロワ・ジャワ                               | ジョグジャカルタ車両センターにて留置中         | N/A                                                   |
| 二次車   | K3 3 09 17編成 | マディウン・ジャヤ →アルジュナ・エクスプレス | (SLO)ソロ・バラパン車両基地                    | アディスマルモ国際空港線 ジョグ・ジャカルタ国際空港線 |
| 三次車   | K3 3 11 01編成 | マディウン・ジャヤ                           | (SLO)ソロ・バラパン車両基地                    | アディスマルモ国際空港線 ジョグ・ジャカルタ国際空港線 |
| 三次車   | K3 3 11 05編成 | ウェイ・ウンプ                               | (SLO)ソロ・バラパン車両基地                    | アディスマルモ国際空港線 ジョグ・ジャカルタ国際空港線 |
| 三次車   | K3 3 11 09編成 | セプ・エクスプレス                           | (SBI)スラバヤ・パサルトゥリ車両基地            | アルジョネゴロ線                                      |
| 四次車   | K3 3 13 01編成 | ジェンガラ線 ラモンガン線                    | (SDT)シドトポ機関区                            | ジェンガラ線                                          |
| 四次車   | K3 3 13 05編成 | ジェンガラ線 ラモンガン線                    | (SDT)シドトポ機関区                            | ジェンガラ線                                          |
| 一次車   | K3 3 13 09編成 | カットメウティア線                           | (BKH)ブンカイ機関区                            | カットメウティア線                                    |

## ギャラリー

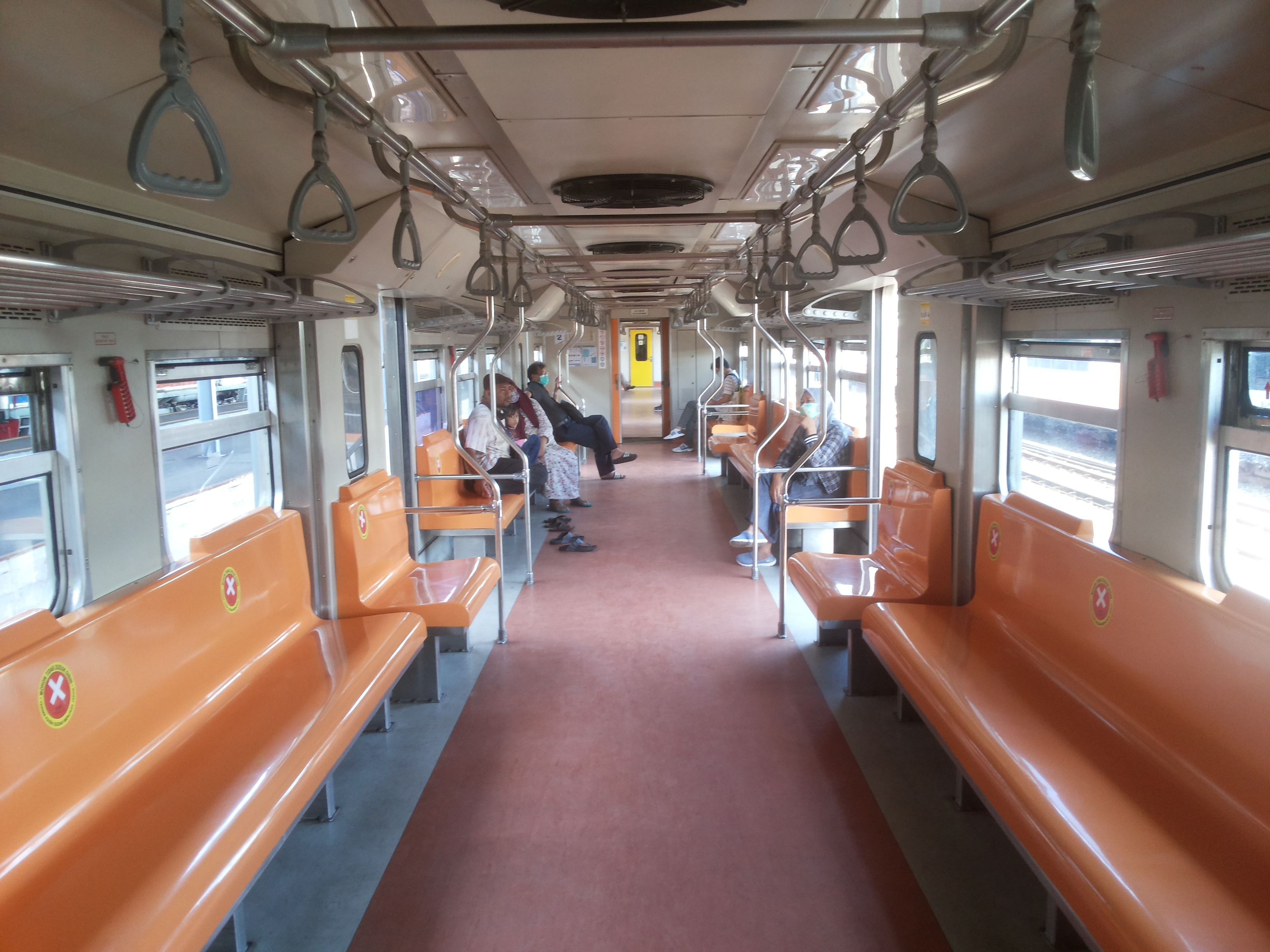
一次車の車内
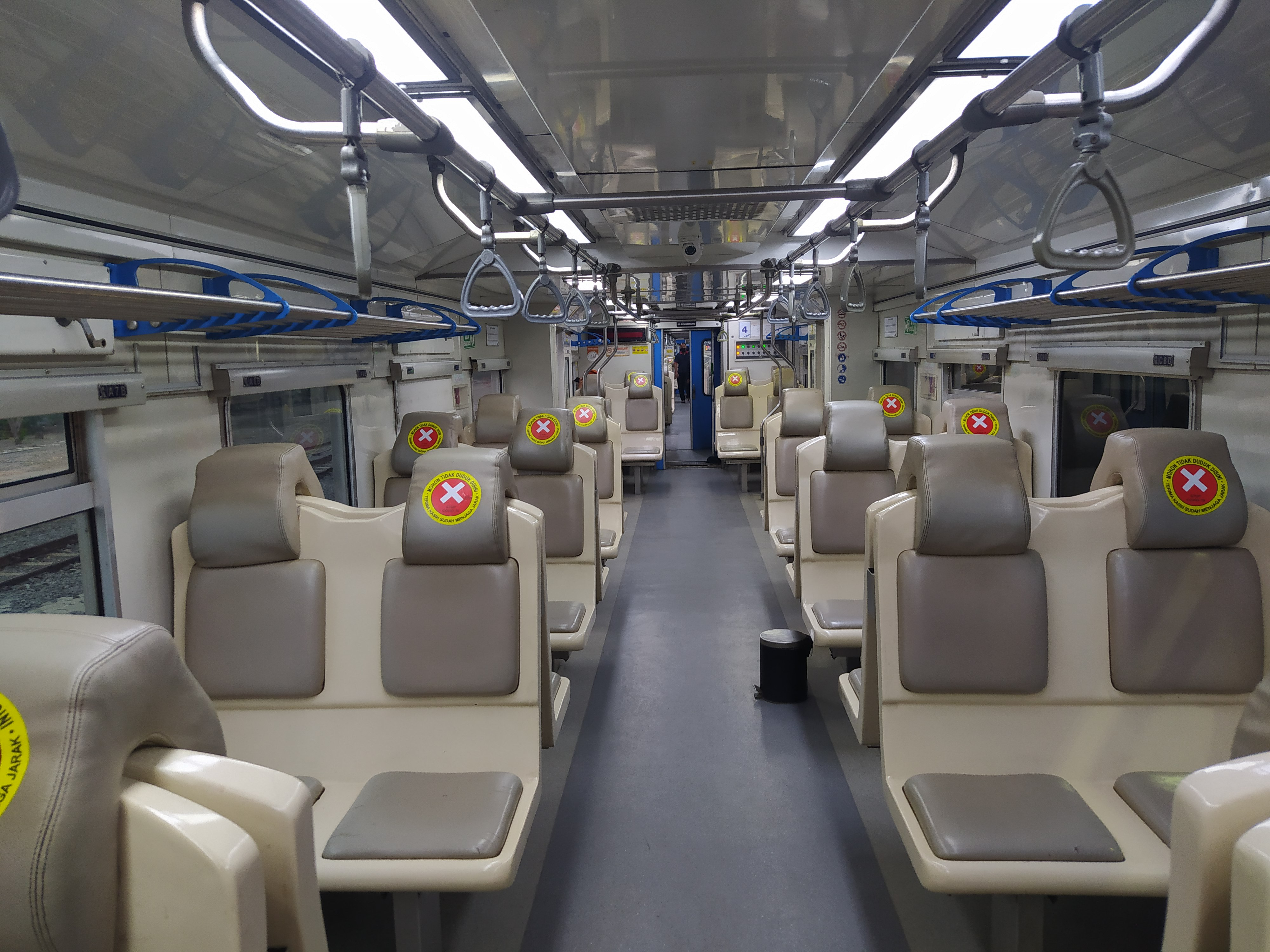
二次車の車内
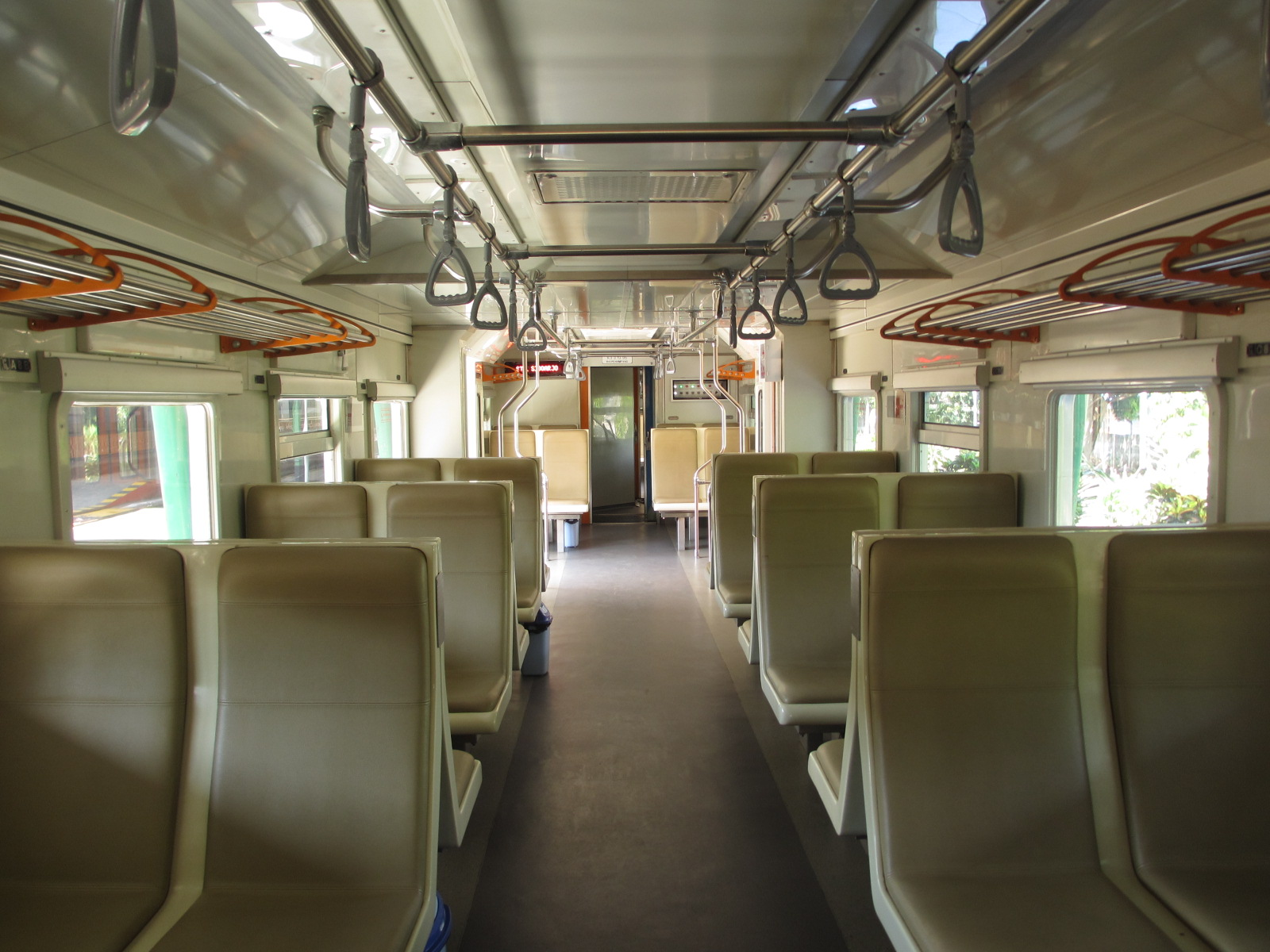
三次車の車内
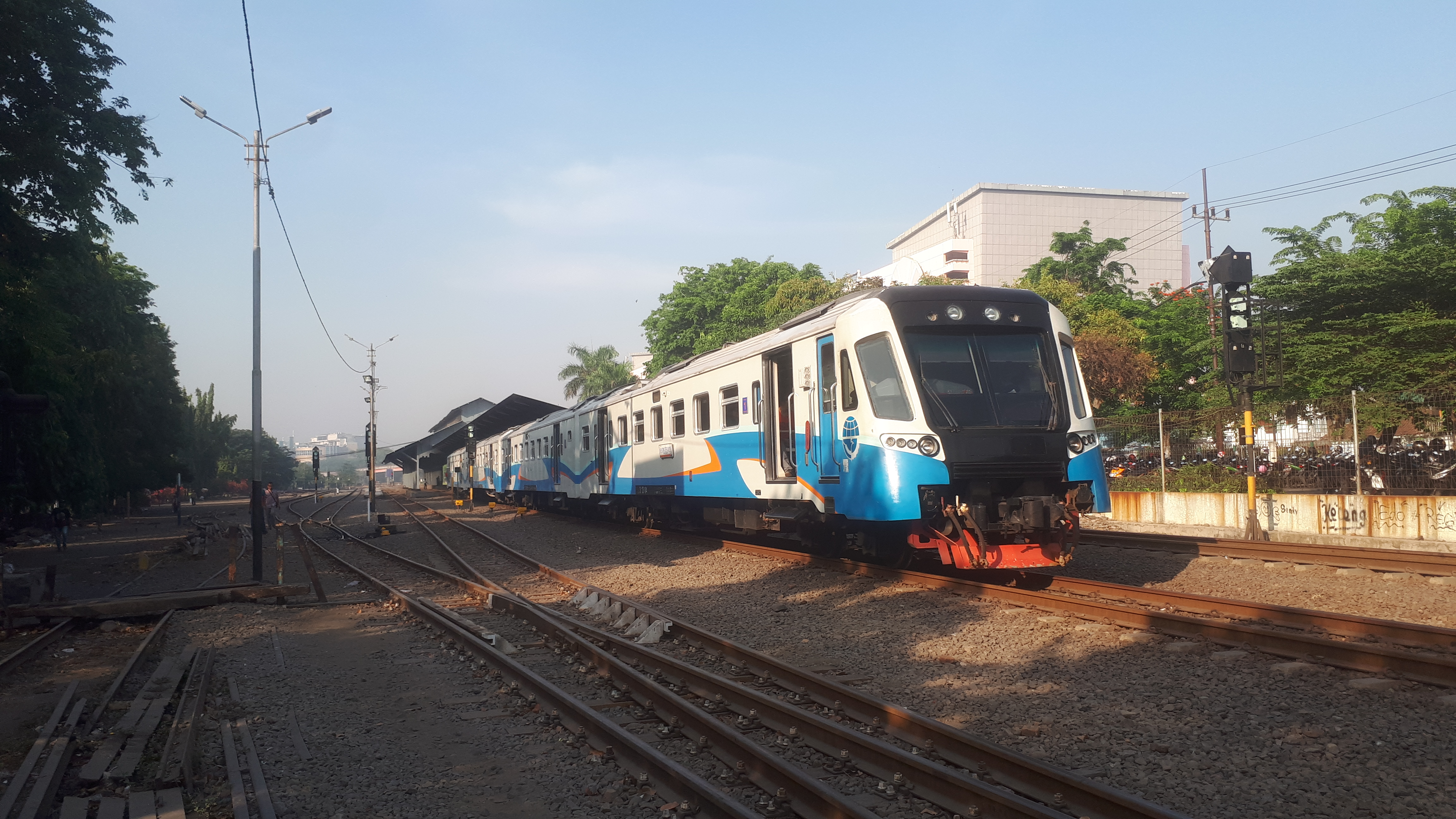
ウォノクロモ駅を出発するMH102形気動車（四次車・2019年）
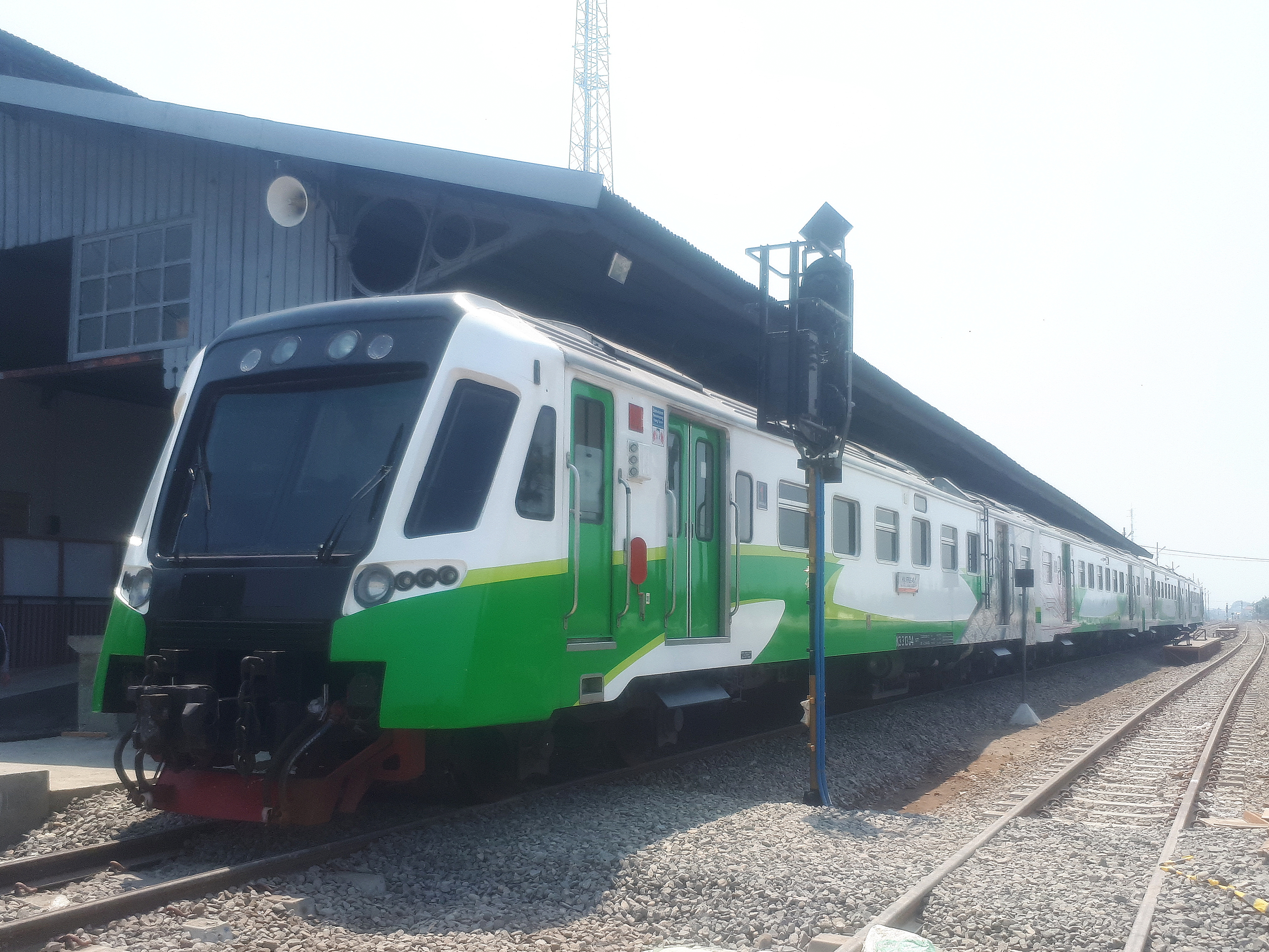
緑色の塗装へ変更されたMH102形気動車（四次車・2020年）
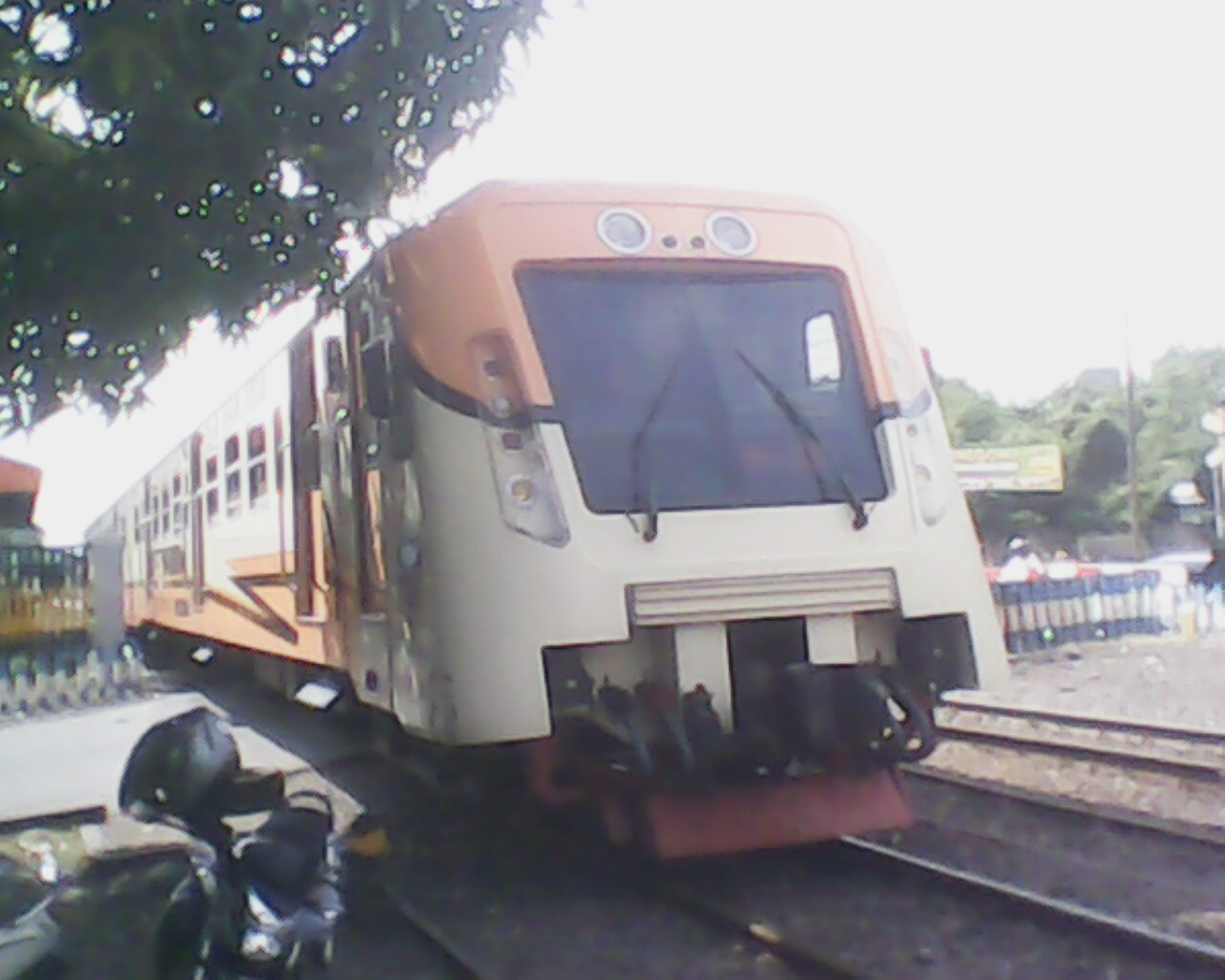
アルジュナエクスプレスに充当されるMH102形気動車(2013年)
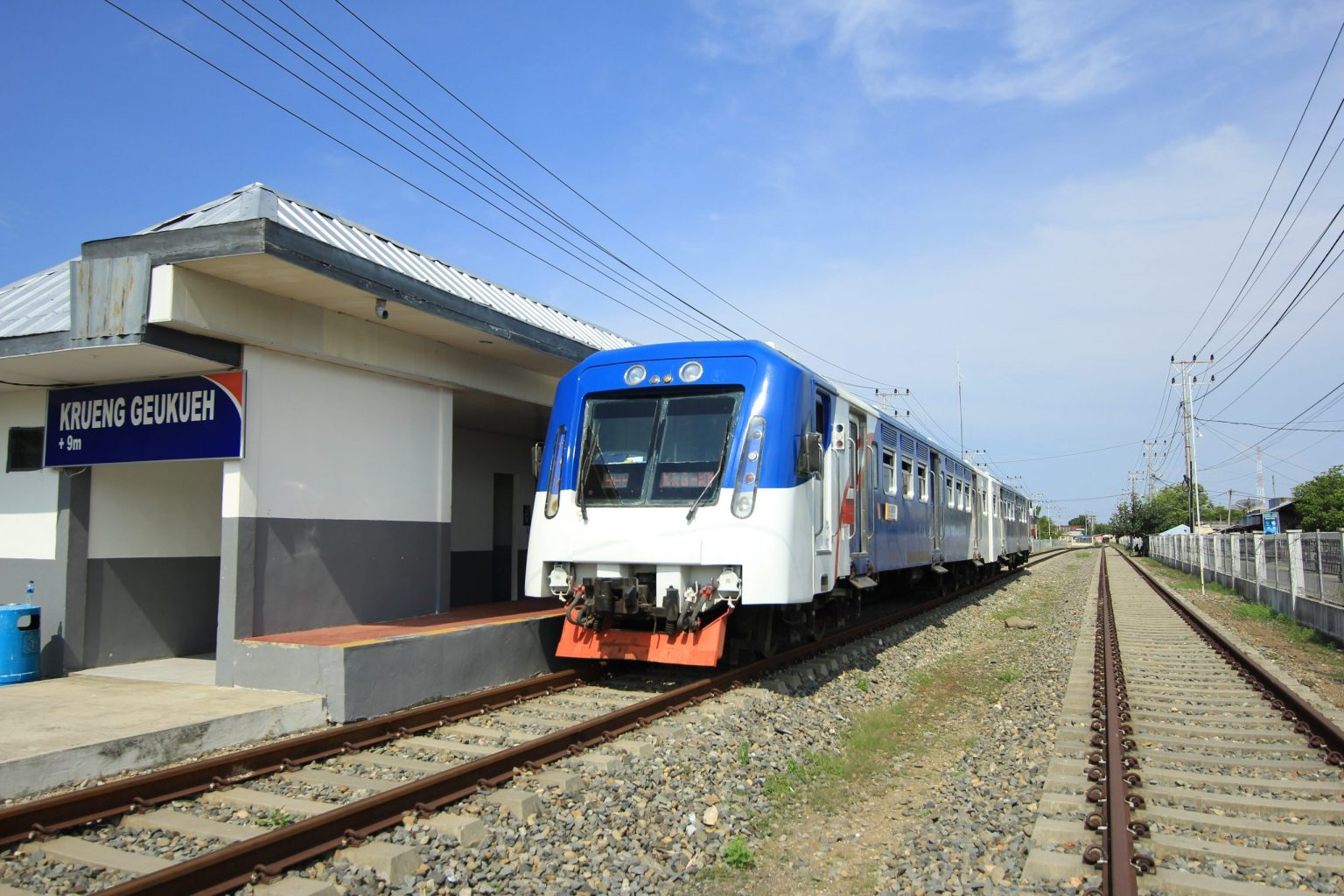
カットメウティア線用編成の旧塗装(2019年)

## 関連記事
- PT KAI(インドネシア鉄道会社) - KAIコミューター
- ME201形気動車（元BN-Holec電車）
- ME202形気動車（元ABB-Hyundai電車）
- ME204形気動車 - 同メーカーの次世代の気動車